# Ніженка (фільм, 1920)
Ніженка (англ. The Mollycoddle) — американська пригодницька кінокомедія режисера Віктора Флемінга 1920 року. 13 червня 1920 року відбулась прем'єра стрічки у США.

## Сюжет
Американець, який прожив більшу частину свого життя за межами країни повертається до Аризони вперше за багато років і стикається з підлістю.
Фільм знімали у індіанській Резервації Гопі, штат Аризона.

## У ролях

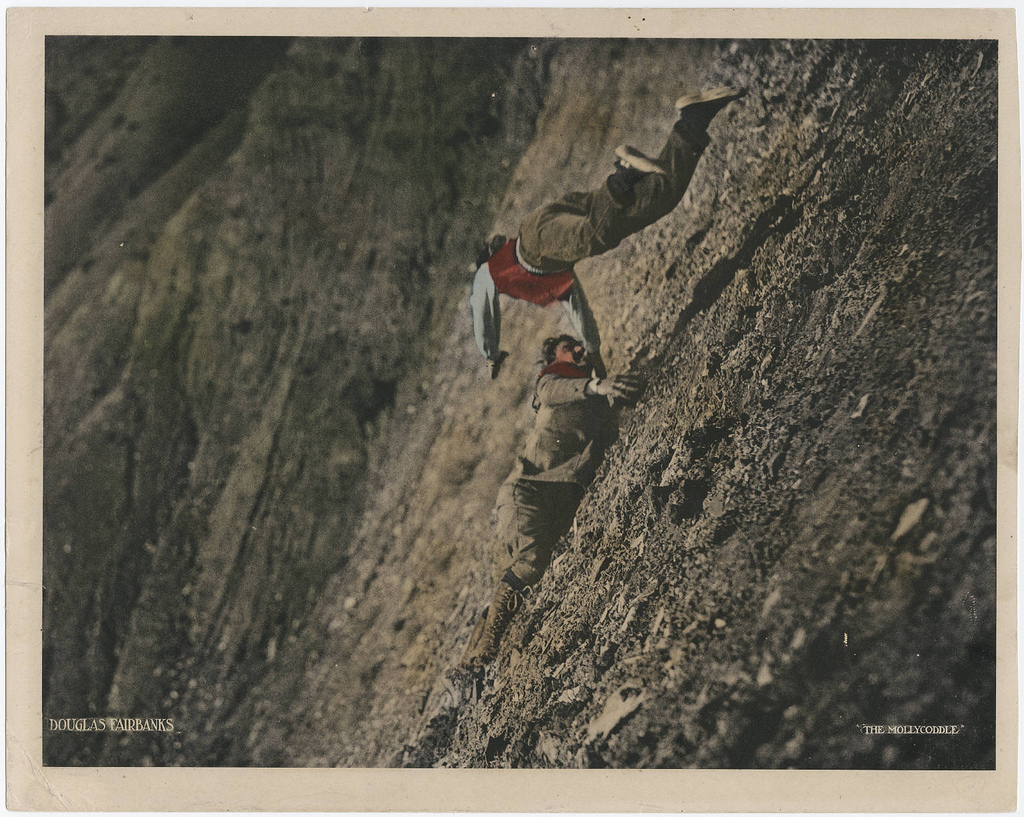
Бійка між Дугласом Фербенксом та Воллесом Бірі

- Дуглас Фербенкс — Річард Маршалл III / Річард Маршалл IV / Річард Маршалл V
- Рут Ренік — Вірджинія Гейл
- Воллес Бірі — Генрі фон Голкар
- Пол Барнс — Самуель Левінські
- Морріс Г'юз — Патрік О'Фланніган
- Джордж Стюарт — Оле Олсен
- Чарльз Стівенс — Жовтий Кінь
- Лью Гіпп — перший помічник
- Бетті Баутон — Моллі Воррен
- Аделе Фаррінгтон — місіс Воррен
- Боб Бернс   — Барфлі (у титрах не вказано)
- Біл Монтана   — працівник рибоконсервного комбінату (у титрах не вказано)
- Франк Кемпо   — торговець (у титрах не вказано)